# Aussichtsturm Gräbersberg
Der Aussichtsturm Gräbersberg befindet sich auf dem 513 Meter hohen Gräbersberg bei Alpenrod in Rheinland-Pfalz.

## Geschichte
1998 wurde vom Mobilfunknetzbetreiber E-Plus in einem Zeitraum von 6 Wochen ein 73 Meter hoher Mobilfunkturm aus Stahlbeton errichtet. Er verfügt in 33 m Höhe über eine Aussichtsplattform von 8,5 m Durchmesser. Der Turm hat ein Gesamtgewicht von 320 t und ist nicht der erste Aussichtsturm auf dem Gräbersberg. 

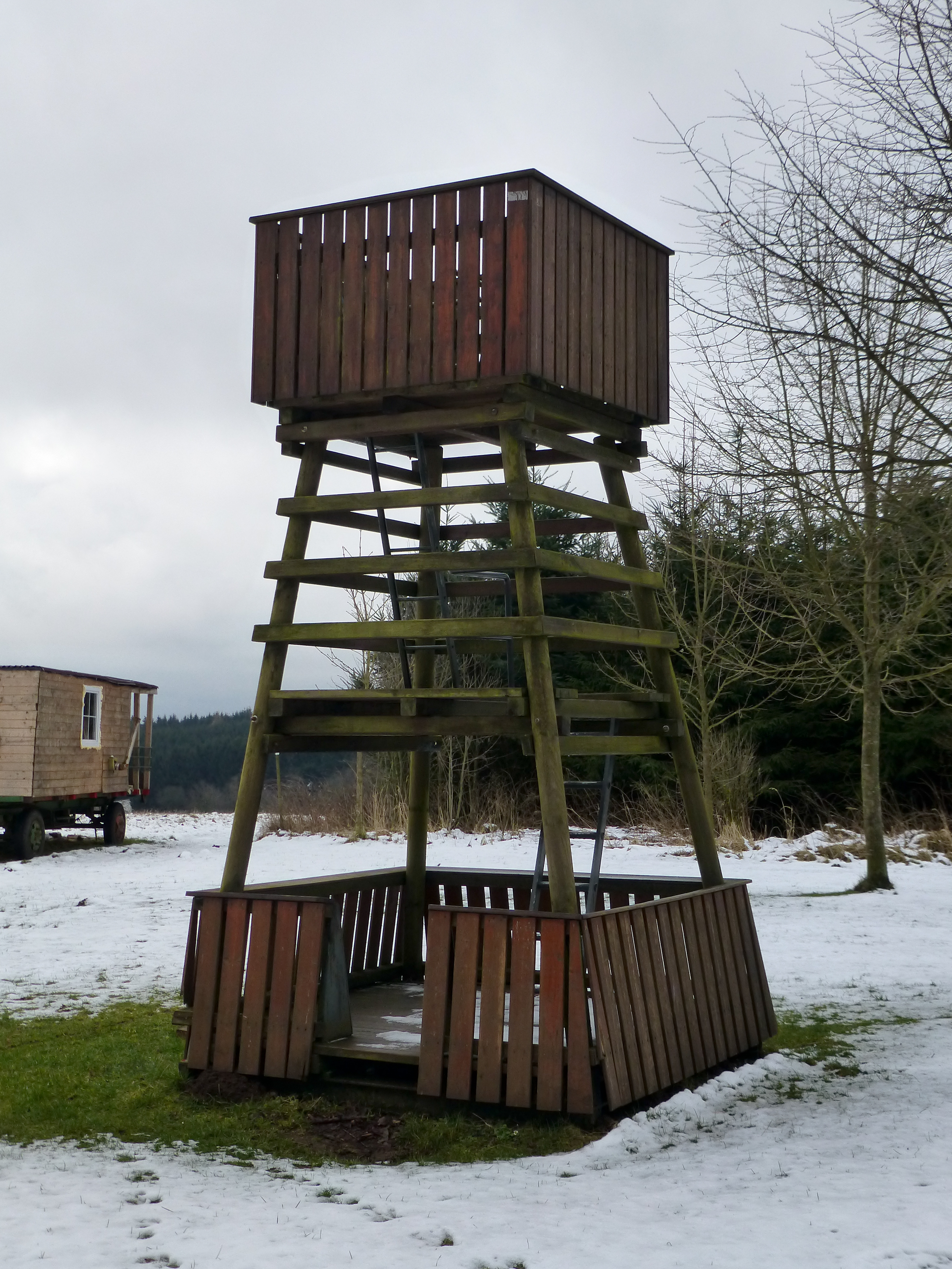
Vereinfachtes Modell des früheren Holzturms, das heute als Kletterturm für Kinder dient.

Schon 1932 war auf dem Berg ein hölzerner Aussichtsturm errichtet worden, der während des Zweiten Weltkrieges als Luftbeobachtungsposten diente, und im November 1945 durch einen Sturm zerstört wurde.
Der historische Turm ist als vereinfachtes Klettermodell in verkleinertem Maßstab für Kinder rekonstruiert worden.

## Aussicht
Von der Aussichtsplattform, an deren Brüstung ringsum Orientierungstafeln angebracht sind, reicht die Sicht bei gutem Wetter bis in die Eifel und den Taunus. Auch einige Berggipfel des Siebengebirges, des Sauerlands und des  Rothaargebirges lassen sich erkennen. Die täglich von 8 bis 20 Uhr geöffnete Aussichtsplattform ist nur über eine 197 Stufen lange Treppe zu erreichen und nicht mit einem Aufzug.

## Sendetechnik
Aufgrund der hohen Sichtweite wurden auf dem Turm Richtfunkanlagen aufgebaut, die die Vermittlung von Mobilfunkgesprächen zwischen den Ballungsräumen Köln/Bonn und Rhein-Main sowie dem Sauerland ermöglichen.
Nach einigen Anfragen hat die Firma E-plus kurzzeitige Montagen von CB- und Amateurfunkantennen auf der Plattform wie beispielsweise an Fielddays dauerhaft genehmigt. Dies ist jedoch nur nach vorheriger Absprache mit dem Besitzer der unmittelbar benachbarten Alpenroder Hütte möglich, der den Turm bewacht, auf- und zuschließt.